# Power Puff Girls Doujinshi
Power Puff Girls Doujinshi – komiks internetowy autorstwa Filipińczyka o pseudonimie Bleedman. Bohaterami są postacie znane z kreskówek nadawanych na kanałach Cartoon Network i Nickelodeon. Obecnie komiks jest zawieszony i będzie kontynuowany, gdy autor ukończy swój inny projekt – Grim Tales from Down Below. 

## Fabuła
Miejscem akcji komiksu jest fikcyjne miasto Megaville, do którego przeprowadzają się trzy główne bohaterki – trzy Atomówki – Bójka, Bajka i Brawurka. Szybko odkrywają, że w Megaville żyje wiele postaci równie niezwykłych jak one (i również pochodzących z kreskówek). Kolega z klasy to młodociany geniusz naukowy, jego najlepszy przyjaciel potrafi podróżować w czasie, a nauczyciel WF-u jest samurajem. To jednak dopiero wierzchołek góry lodowej.
Na horyzoncie pojawia się jak zwykle zło, a dokładniej złe przymierze kosmitów różnych ras i tajemniczego Dr X-a. Mogą być oni śmiertelnym zagrożeniem, zwłaszcza, że w ich szeregach jest potężna, białowłosa Atomówka imieniem Bell.

## Postacie pozytywne
- Blossom (Bójka) – przywódczyni zespołu Atomówek. Ma długie rude włosy, które wiąże z tyłu czerwoną kokardą i różowe oczy, ubiera się na różowo. Podobnie jak siostry jest niezwykle silna i obdarzona wielką mocą. Jest też wysoce inteligentna. Dzięki wspólnym zamiłowaniom szybko zaprzyjaźnia się (a nawet zakochuje z wzajemnością) z Dexterem. Odkrywając jego laboratorium postanawia dowiedzieć się, jak zginęła jego siostra, w czym pomaga jej najlepszy przyjaciel Dextera – Otto. Gdy już poznaje prawdę, zostaje zaatakowana przez Bell i porwana przez Mandarka, a następnie uwolniona przez Dextera.

- Bubbles (Bajka) – kolejna Atomówka, niezbyt inteligentna, za to słodka i urocza. Ma blond włosy związane w dwa kucyki i niebieskie oczy, ubiera się na niebiesko. Kocha małe zwierzęta, więc z chęcią zajmuje się psem Jacka – Courage'em (Chojrakiem). Czuje się osamotniona w szkole do tego stopnia, że zaprzyjaźnia się z Mandy, co może być wielkim błędem. Uwielbia anime Sailor Moon.

- Buttercup (Brawurka) – najbardziej nerwowa, agresywna i narwana z Atomówek. Ma krótkie czarne włosy i zielone oczy, ubiera się na zielono. Obdarzona dużą siłą i ognistym temperamentem. Kocha sport. Od chwili, kiedy sensei Jack ratuje jej życie, zaczyna się w nim podkochiwać. Maniaczka anime Dragon Ball.

- Dexter – główny bohater kreskówki „Dexter's Laboratory” (Laboratorium Dextera). Chłopak obdarzony niezwykła inteligencją i wiedzą, zdolny do wynalezienia praktycznie wszystkiego. Bardzo się zmienił (w porównaniu z kreskówką), gdy jego siostra, Dee Dee zginęła, ratując go przed śmiercią z rąk jego arcywroga, Mandarka. Targany tęsknotą za siostrą (którą próbował nawet wskrzesić) i nienawiścią do Mandarka (którego prawie zabił) stał się wyrafinowany i oschły. Zakochuje się w Blossom i gdy zostaje porwana, rusza jej na ratunek.

- Sensei Jack – główny bohater kreskówki Samuraj Jack. Samuraj wysłany ze starożytności w przyszłość przez złego demona Aku. W nieznanych okolicznościach pojawia się w teraźniejszości. Zostaje nauczycielem WF-u, instruktorem kendo i wychowawcą klasy historycznej w szkole w Megaville. Jest najpopularniejszym nauczycielem w szkole, mającym nawet własny fanklub (o którego istnieniu nic tak naprawdę nie wie). Wielki idol Buttercup i opiekun Courage'a. Zawsze spokojny, honorowy i opanowany.

- Courage (Chojrak) – główny bohater kreskówki Chojrak – tchórzliwy pies. Malutki, różowy i bardzo tchórzliwy piesek. Starsza kobieta (prawdopodobnie Muriel) oddała go (w ciężkim stanie) Jackowi pod opiekę i nigdy już nie wróciła. Sensei opiekował się nim bardzo długo. Niedawno pozwolił Bubbles zajmować się nim, dzięki czemu Courage został jej ukochanym zwierzątkiem.

- Coop (Kup) – główny bohater kreskówki Megas XLR. Pilot i mechanik olbrzymiego robota bojowego. Tutaj oddaje go do udoskonalenia Dexterowi, a następnie testuje nowe uzbrojenie, pomagając w ataku na twierdzę Mandarka. Jest narwany i nerwowy, ale też bardzo pewny siebie. Niezbyt rozgarnięty. Fan wrestlingu i gier komputerowych.

- Mandy – główna bohaterka kreskówki Mroczne przygody Billy’ego i Mandy. Nie odgrywa tutaj żadnej wielkiej roli (w przeciwieństwie do Grim Tales), koleguje się z Bubbles i Gaz. Nie ma szczególnych mocy, ale jej sługą jest Grim (Ponury) – ucieleśnienie śmierci.

- Dib – główny bohater nieemitowanej w Polsce kreskówki Invader Zim. Maniak zjawisk paranormalnych i teorii spiskowych, oraz młodociany naukowiec. Arcywróg kosmicznego najeźdźcy-Zima. Pojawił się tylko, kiedy Blossom i Dexter zderzyli się ze sobą na szkolnym korytarzu oraz kiedy uciekał przed swoją młodszą siostrą w stołówce, podobnie jak jego wredna siostra Gaz, ale Bleedman zapowiadał, że oboje odegrają znaczącą rolę w dalszych przygodach.

- Otto – główny bohater serialu Strażnicy czasu. Jest geniuszem z zakresu wiedzy historycznej. Urodził się w czasach współczesnych, jednak był wychowywany w przyszłości przez dwóch nieudaczników pilnujących ciągłości linii czasowej. Nie wiedzieć czemu wszyscy istnieją jednak w obecnej linii czasowej. Dzięki podręcznemu sprzętowi do podróży w czasie pokazuje Blossom jak zginęła Dee Dee. To właśnie jemu Mandark wysyła wiadomość dla Dextera o porwaniu Blossom. Boi się Buttercup, która uważa za nienormalną.

- Dee Dee – dobroduszna, chociaż trochę tępa siostra Dextera. W pewnym momencie w komiksie Blossom myli ją z Bubbles. Zawsze czuła silną więź z naturą. Chociaż ginie ratując brata, czuwa nad nim po śmierci jako anioł. Namawia Grima, by ten nie zabierał duszy Blossom. Mówi jej, że niedługo wróci do świata żywych.

- Grim (Ponury) – personifikacja śmierci i postać z kreskówki Mroczne przygody Billy’ego i Mandy. Chociaż jest niewolnikiem/przyjacielem Mandy, spełnia też dalej swoją rolę. Za każdym razem kiedy ktoś ginie, on zabiera jego duszę. Odgrywa małą rolę, zwłaszcza w porównaniu z tą z Grim Tales.

- XJ9 a.k.a Jenny – główna bohaterka serialu Z życia nastoletniego robota kanału Nickelodeon. Robot bojowy o wyglądzie i umyśle nastolatki. Osoba bardzo miła i przyjaźnie nastawiona, chociaż potrafiąca walczyć na naprawdę wysokim poziomie. Wydaje się być po stronie tych dobrych, nawet mimo faktu, że zgodziła się być sparing partnerką RowdyRuff Boys (Super Mocne Chłopaki), pojawia się też w stołówce gdzie daje Gaz baterie. Większość osób mówi do niej Jenny, choć jej „matka” (która ją skonstruowała) nazywa ją XJ9.

## Czarne Charaktery
Większość antagonistów w serii zrzeszona jest w przymierzu Dark Star Council i nękają nasze bohaterki ze swojej siedziby – Black Eden, zbudowanej przez Mandarka.
- Bell – jedna z nielicznych autorskich postaci w komiksie. Ma białe oczy, długie białe włosy oraz sama ubiera się na biało. Nie wiadomo o niej wiele, poza tym, że jest atomówką stworzoną przez Dr X-a i pracuje dla tej samej organizacji. Dysponuje taką samą, a nawet o wiele większa mocą jak trzy oryginalne Atomówki. Mimo tego, jest niezwykle infantylna i niezbyt inteligentna. Traktuje G.I.R.-a jako swoje zwierzątko. Czuła miętę do Mandarka i zarzucała swojemu ojcu, że to on pozwolił mu zginąć. Jedna z najpopularniejszych postaci, co widać po rozmiarach jej fantomu.

- Dr X – również postać autorska. Wiele nie wiadomo o historii tego tajemniczego osobnika. Wiemy tylko, że pracuje dla tajemniczego przymierza kosmitów. Jego wygląd da się opisać tylko słowem „dziwaczny”, ponieważ X ma pomarańczową skórę, płonące włosy, dwie pary złowieszczych oczu na umięśnionej klatce piersiowej i trzy żółte kryształy umieszczone na czole, mostku i brzuchu. Zawsze odsłania swoje dodatkowe oczy, nosząc z wierzchniej odzieży tylko rękawy i czasem płaszcz, z dziwnymi skrzydełkami. Jest niezwykle inteligentny i przebiegły. Prawdopodobnie posiada moc dorównująca mocy Bell (w każdym razie jest zdolny blokować jej ciosy gołymi rękoma). Wychowuje swoją córkę tak, jak małe dziecko. Przeważająca część czarnych charakterów działa z jego ramienia. Prawdopodobnie jest przestępcą tak wysokiej klasy, że stanowiłby wyzwanie nawet dla Justice League (Ligi Sprawiedliwych), Teen Titans (Młodych Tytanów), czy Facetów w czerni, jednak z jakiś powodów nakierował swój celownik na Atomówki.

- Mandark – arcyrywal Dextera, posiadający równie wysoki poziom inteligencji. Naprawdę ma na imię Susan (co przekłada się na rodzime „Zuzanna”) i jest dzieckiem hipisów. Szalony geniusz rywalizował z Dexterem od dnia, kiedy się poznali, dodatkowo podkochując się w jego siostrze, Dee Dee. Jak na ironię, Dee Dee zginęła, zasłaniając Dextera przed zabójczym ciosem w czasie ich walki. Mandark załamał się po tym wydarzeniu i łatwo dał się zmanipulować Dr X-owi, który przy pomocy przebranej za anioła Bell wmówił mu, że jedyną osobą winną śmierci jego ukochanej jest Dexter. Opętany myślą o zemście Mandark zbudował dla X-a tajną siedzibę – Black Eden. Napędzany tą sama zemstą Mandark porywa Blossom, pragnąc wciągnąć Dextera w pułapkę i zabić. Jednak z pomocą Bubbles, Buttercup, Coopa i Otta Dexter uwalnia swoją dziewczynę, a Mandark ginie w wybuchu, który sam spowodował. Na gruzach jego bazy pojawia się jego młodsza siostra, Olga i zabiera jedyną rzecz jaka została po bracie – jego okulary.

- Zim – tytułowy i prawdopodobnie najpopularniejszy bohater kreskówki Invader Zim. Jest przedstawicielem rasy Irkenów – insektopodobnych kosmitów, władających wielkim, kosmicznym imperium. Zim na ochotnika zgłosił się do podbicia dla ich imperium, lub, jeśli nie będzie innego wyjścia, zniszczenia Ziemi, jednak jego plany od zawsze były rujnowane przez Diba. Najwyraźniej Irken Empire (Imperium Irkenów) sprzymierzyło się z innymi kosmitami współpracującymi z X-em, ponieważ Zim obecnie pełni w Black Eden rolę jego asystenta i służącego. Wraz z Zimem na naszą planetę przybył G.I.R., jednak teraz ten obłąkany robot przestał być jego niewolnikiem, a stał się zwierzątkiem Bell.

- G.I.R. – robot stworzony przez Irkenów, aby był wiernym sługą i asystentem Zima, w przebraniu psa szpiegującym ludzkość. Niestety, w jego obwodach coś się popsuło i Gir zyskał osobowość, która kojarzy się jednoznacznie ze słowem wariat. Gir ma niewiarygodne pokłady poczucia humoru i jest strasznie gadatliwy. Uwielbia taco i hamburgery. Maskuje swoją postać przebierając się za zielono-czarnego (!) psa. Obecnie robi za najlepszego przyjaciela Bell, która nazywa go pieszczotliwie „Girly” i chyba nie zdaje sobie sprawy, że jest on robotem.

- Oryginalni członkowie Dark Star Council – grupa mutantów działająca z ramienia Cluster. Nie są tworami Bleedmana, zostali wymyśleni i zaprojektowani przez jego przyjaciela, rysownika o pseudonimie Kainsword17 (który wymyśla większość potworów pojawiających się w komiksach Bleedmana). W skład grupy wchodzą:

- - Count Montray III – Shadowkański wampir, i mistrz czarnej magii. Ma wygląd człowieka skrzyżowanego z nietoperzem i stosowne do tego skrzydła. Potrafi przywoływać demony i nieumarłych.

- - Master Kuwagus – wielki mutant podobny do żuka.

- - Captain Nool – kolejny insektopodobny mutant, uzbrojony po zęby.

- - Lord Silkoid – skrzyżowanie ćmy i robota. Posiada niezwykłą wiedzę w zakresie ninjutsu. Ma osobowość nastolatka i luzackie podejście do życia.

- Princess Samantha – postać z anime Medabots. Tutaj zwyczajna dziewczyna, która zaprzedała swoją duszę Shadowkan, w zamian za wielką moc. Sterując wielkim robotem walczy z Coopem i po przegranej walce chce siłą odebrać mu Megasa, jednak zostaje pobita przez Buttercup, która wybija jej ząb. Wściekła Samantha postanawia poddać się cybernetyzacji, aby zemścić się na dziewczynie.

- Commander Destruction – zwany też „Big D”, przywódca Dark Star Council, mistrz japońskich sztuk walki. Uzbrojony w dwa wielkie miecze jest bardzo groźnym przeciwnikiem. Jest wzorowany na jednym z robotów z anime Neon Genesis Evangelion.

- Mojo Jojo – obdarzony niewiarygodnym intelektem samiec małpy bliżej nieokreślonego gatunku. Zawzięty wróg Atomówek, który przybył za nimi do Megaville. Próbował zabić je przy pomocy wyhodowanego przez siebie trzygłowego smoka – Dread Dragona, jednak pojawił się Jack i zabił potwora. Następnie Mojo został porwany przez Bell, ponieważ Dr. X postanowił wyciągnąć z niego wszystkie dane na temat dziewczyn.

- RowdyRuff Boys (Super Mocne Chłopaki) – w skrócie RRB. Trzech chłopców obdarzonych taka samą mocą jak atomówki, stworzonych przez Mojo do pokonania dziewczynek. Eksplodowali jednak, gdy dziewczynki ich pocałowały. Wszystko wskazuje na to, że jakaś tajna organizacja rządowa (lub pozarządowa) postanowiła przywrócić ich do życia. Z pomocą przyszedł Dr. John Brisbaine - autor „Projekt Rowdy” oraz I.M. Weasel (w Polsce znany jako Jam Łasica), łasica przewyższająca swym intelektem większość ludzi za Ziemi. Obecnie Rowdyruffs trenują pod okiem ludzi z rządu. W skład Rowdyruff Boys wchodzą:

- Brick (Bryk) – przywódca RowdyRuff Boys, urodzony lider. Ma długie rude włosy wiązane w kucyk i czerwone oczy, jego ubranie jest czarno-czerwone. Nosi czerwoną bejsbolówkę. Opanowany i trzeźwo myślący. To on najczęściej stopuje Butcha przed zrobieniem czegoś głupiego. Najinteligentniejszy z całej trójki.

- Boomer (Bubel) – najbardziej cichy i spokojny z RRB. Ma blond włosy i niebieskie oczy, jego ubranie jest czarno-niebieskie. Jest cały czas rozkojarzony, bo często zamyka się w świecie marzeń. Jego bracia mają przez to z nim problemy. Tylko Brick podejrzewa, że rozpamiętuje ich walkę z PPG i nie ma mu tego tak bardzo za złe.

- Butch (Bat) – narwany i bardzo bezczelny chłopak. Ma czarne włosy i zielone oczy, jego ubranie jest czarno-zielone. Postępuje bardzo spontanicznie. Nie lubi, kiedy Brick mu rozkazuje, lecz wykonuje jego polecenia. Uwielbia walczyć i zawsze pierwszy się rwie do boju. Jest najagresywniejszy i najsilniejszy z całej trójki.

Zarówno Brick, jak i Butch bardzo pragną zemścić się na PPG, jednak Boomer nie wykazuje aż takiego zaangażowania w ten pomysł.

## The Forgetten
The Forgetten to historia powiązana z Power Puff Girls Doujinshi, której dwie strony Bleedman opublikował w czasie pracy nad Grim Tales. Podróżujący po kosmosie android A.M.A.Z.O. (postać kilkakrotnie pojawiająca się w serialu Justice League) znajduje zniszczony statek galaktycznej superbohaterki – Atomic Betty (Atomowej Betty), a ją samą nieprzytomną. Używając swoich telepatycznych zdolności android postanawia dowiedzieć się, co takiego zaszło. Na razie nie wiemy jeszcze co się stało, ale na drugiej stronie widzimy urywki wspomnień Betty, na których pojawiają się między innymi Cluster, Queen Vexus (czarny charakter z „My life as a teenage robot”), czy Protoboy (jeden z robotów z kreskówki Robotboy). Nie wiadomo, czy historia będzie kontynuowana, chociaż niektórzy obawiają się, że zamiast dalszego ciągu PPGD Bleedman zacznie pracować nad the Forgetten.

## Przyszłość
Bleedman wielokrotnie zapowiadał, że po skończeniu Grim Tales wróci do pracy nad PPGD. Zgodnie z informacjami z jego bloga ma dojsć do inwazji Irkenów, przeciw którym staną Atomówki i inne postacie.
W galerii Bleedmana na DeviantART są trzy prace zawierające postacie, które pojawiły się w serii, lub też mogą się pojawić. W tej drugiej grupie są między innymi tytułowy bohater kreskówki Danny Phantom, SuperCow (Superkrowa) z Krowa i Kurczak, kilkoro bohaterów Domu dla zmyslonych przyjaciół pani Foster i Kryptonim: Klan na drzewie, Jimmy Neutron: mały geniusz, Dora poznaje świat a nawet Godzilla (w amerykańskiej wersji). Jednak nie jest pewne, czy te postacie się pojawią, zwłaszcza, że kilkoro z nich (Grim Jr., Minimandy, Him i Her) występuje, lub ma wystąpić w Grim Tales.
Bleedman zapowiada też, że jego kolega o pseudonimie mpcp13 ma stworzyć komiks o nazwie „Project Rowdy”, opowiadający o RowdyRuff Boys.